# Lúlon
Lúlon (grec medieval: Λοῦλον; àrab: Lu'lu'a (لولوة) fou una fortalesa propera a l'actual poble de Hasangazi, a Turquia.
Tenia una gran importància estratègica perquè controlava la sortida septentrional de les Portes de Cilícia. Als segles viii i ix es trobava a la frontera entre l'Imperi Romà d'Orient i el Califat Abbàssida i tingué un paper clau en les guerres arabo-romanes del període, en el transcurs de les quals canvià de mans diverses vegades.

## Ubicació
L'acadèmic escocès W. M. Ramsay identificà la fortalesa com una posició a 300 metres d'altitud sobre l'oest d'un pujol costerut prop de Porsuk, a la vall del Çakit. Tanmateix, els estudiosos moderns creuen que era una altra fortalesa, situada a 2.100 metres, dalt d'un mont rocós 13 km al nord de Porsuk, entre les actuals localitats de Çanakçi i Gedelli. Aquesta identificació es basa en les ruïnes de murs que cobreixen una superfície de 40 × 60 m, restes de barraques i cisternes que daten dels segles ix a xii i el contacte visual amb el Mont Hasan, que es creu que correspon al Mont Argeu, la segona de la cadena de talaies que connectava Lúlon amb la capital imperial a Constantinoble.

## Història
Lúlon sembla haver estat poblada originalment per ciutadans de la propera Faustinòpolis (originalment Halala) i abandonada durant els atacs musulmans inicials sobre Anatòlia. Ramsay i altres autors suposaren que el nom medieval «Lúlon» reflectia el nom original de Faustinòpolis, però la historiografia recent n'atribueix l'origen al topònim hitita Lolas, que designava la serralada local.
Lúlon era una de les moltes places fortes erigides a banda i banda de les Muntanyes del Taure i de l'Antitaure, al llarg de la frontera entre l'Imperi Romà d'Orient i el Califat Abbàssida, però revestí especial importància durant les llargues guerres àrabo-romanes perquè controlava la sortida septentrional de les Portes de Cilícia i la carretera principal que enllaçava la ciutat romana d'Orient de Tíana amb la de Tars, a Cilícia, ocupada pels àrabs. A més, custodiava les mines de la zona, utilitzades per a l'encunyació de moneda i la producció d'armes. Entre els escriptors romans d'Orient, Lúlon era particularment famosa com a terminal meridional d'una línia de nou talaies que recorria Anatòlia i servia de línia de comunicació amb la capital. El sistema fou ideat per Lleó el Matemàtic sota l'emperador Teòfil (r. 829–842): s'instal·laren dos rellotges idèntics a Lúlon i el far del Gran Palau de Constantinoble i cada dotze hores s'enviaven missatges corresponents a un missatge concret. Les fonts romanes d'Orient mostren que Miquel III (r. 842–867) interrompé el sistema sense motiu, tot i que podria ser un invent de cronistes de l'època macedònia contraris a aquest emperador. Els autors àrabs l'anomenaven Lu'lu'a, però també, segons historiadors moderns, Hisn al-Saqaliba, 'Fortalesa dels Eslaus', possiblement en referència a una guarnició de tal origen —sovint desertors de l'exèrcit romà d'Orient—instal·lat allà pels califes.
Segons els historiadors àrabs, Lúlon fou capturada pel califa abbàssida Harun ar-Raixid (r. 785–809). Se suposa que aquest fet es produí el 805, però Ramsay destaca que ja des del 782 (abans del regnat d'Harun), els àrabs havien estat capaços de passar per les Portes de Cilícia sense oposició, per la qual cosa la fortalesa ja hauria pogut caure abans. Fou recuperada pels romans d'Orient en algun moment després del 811, però el setembre del 832, la seva guarnició es rendí al califa Al-Mamun (r. 813-833) després d'un llarg setge. A finals del 859, l'emperador Miquel III intentà subornar la guarnició, que no havia estat pagada pel califa, per recuperar Lúlon. Els soldats s'hi mostraren receptius, però quan l'emperador envià un dels seus agents a emparar-se de la plaça forta el març del 860 fou empresonat i lliurat al califa. No fou fins al 878, quan governava Basili I el Macedoni (r. 867-886), que Lúlon fou represa quan una vegada més la guarnició estava sense rebre les seves soldades per la corrupció del governador àrab de Tars, Urkhuz. Des d'aleshores es mantingué en mans romanes d'Orient fins que Anatòlia fou envaïda pels turcs seljúcides.
Entre el 1216 i el 1218, el soldà seljúcida Kaykaus I arrabassà la ciutat al Regne Armeni de Cilícia. Els seljúcides n'ampliaren les fortificacions i la convertiren en una parada important en la carretera que anava de Sis a Kayseri. A causa dels rics dipòsits d'argent de la regió, la ciutat esdevingué una seca important en la segona meitat del segle xiii. Tant el Soldanat de Rum com l'Il-kanat hi encunyaren monedes d'argent.
La fortalesa complí un paper similar en els conflictes entre l'Imperi Otomà i el Soldanat Mameluc a finals del segle xv, quan la frontera entre els dos imperis discorria una altra vegada al llarg del Taure. Lu'lu'a servia de post avançat otomà i la fortalesa de Gülek com a guarnició mameluca a l'altre costat de la frontera.